# Erin Richards
Erin Richards (Panerth (Wales), 17 mei 1986) is een Welsh actrice. Ze maakte in 2005 haar filmdebuut als Luce in de horror-komedie Expiry Date.

## Carrière
Richards had in 2009 de hoofdrol in de musical komedie The Bankrupt Bride, de musical ging op tournee door Wales en Londen. Op 9 januari 2012 werd bekendgemaakt dat Erin Richards in gesprek was voor een vaste rol in het tweede seizoen van de televisieserie Breaking In.

## Filmografie
- Bibliothèque nationale de France: cb169663916 (data)
- International Standard Name Identifier: 0000 0004 4995 7663
- Library of Congress Control Number: no2015131085
- Système universitaire de documentation: 244344272
- Virtual International Authority File: 316388096
- WorldCat: E39PBJcwGmtPHH3mYdtKhvfg8C